# Hyloniscus elisabethae
Hyloniscus elisabethae är en kräftdjursart som beskrevs av Radu 1977. Hyloniscus elisabethae ingår i släktet Hyloniscus och familjen Trichoniscidae. Inga underarter finns listade i Catalogue of Life.